# Multiplex C
Multiplex C byl jedním z přechodných multiplexů DVB-T v České republice. 31. října 2008 přešel pod označení multiplex 4 jako definitivní multiplex. Byl zkušebně provozován společností Telefónica O2 Czech Republic (tou byl i nadále provozován jako multiplex 4 do roku 2012, kdy jej koupila společnost Digital Broadcasting). Dříve byl provozován Českým Telecomem prostřednictvím jeho dceřiné společnosti Omnicom.
V době své existence vysílal pouze na území Prahy (64. kanál) a Brna (25. kanál) a neměl stabilní obsah - probíhaly zde testy vysílání ve vysokém rozlišení a ve formátu MPEG-4 (stanice ČT1 a TV Nova).
Během své existence vysílal krátkodobě multiplex C i programy Óčko, brněnskou televizi TVb1 a teleshoppingový kanál TOP TV. Testováno bylo i hlasování v hitparádách Óčka a prodej pomocí interaktivní reklamy u TOP TV.
Informace o vysílání po roce 2008 se nachází na stránce multiplex 4.